# Ибреси
Ибре́си (чув. Йĕпреç) — посёлок городского типа в Чувашской Республике Российской Федерации. Административный центр Ибресинского муниципального округа.
Основан в 1893 году. На территории посёлка расположена железнодорожная станция Ибреси Горьковской железной дороги. С 1938 года рабочий посёлок (посёлок городского типа).

## Название
Название посёлка происходит от названия станции Ибреси, получившей в свою очередь наименование по названию села Ибреси, располагавшегося близ открывшейся станции.

## Физико-географическая характеристика

### Географическое положение
Посёлок расположен в пределах Чувашского плато, являющегося частью Приволжской возвышенности, в 114 км (по автодороге) к югу от столицы республики города Чебоксары, в 40 км по железной дороге от города Канаша, в 60 км по железной дороге от города Алатырь.
Посёлок застроен, в основном, деревянными одноэтажными строениями, имеются многоэтажные жилые и общественные здания.
Сдерживающим фактором развития посёлка остаётся проблема водоснабжения, так как он расположен на водоразделе речных систем Кири, Кубни и Цивили. В окрестностях посёлка имеется месторождение строительных глин, на базе которого действует кирпичный завод.
В экономико-географическом плане посёлок расположился между крупными центрами Чувашской Республики: Шумерлёй, Вурнарами, Канашем и Алатырем. Населённый пункт соединён с ними автомобильными дорогами с твёрдым покрытием, а с Алатырем и Канашем железной дорогой.

### Климат
Климат умеренно континентальный с умеренно холодной, снежной зимой и тёплым иногда жарким летом.
Солнечная радиация, поступающая на горизонтальную поверхность, составляет 136,4 кал/см² ежеминутно. Облачность в 1,5 раза снижает приход солнечной радиации и в среднем за год составляет 86,9 кал/см² в минуту. Продолжительность солнечного сияния равна 1937 часов, что составляет 46 % от возможной. В годовом ходе температура воздуха изменяется от −12,3 ºС до +18,7 ºС в июле. Среднегодовая температура равна +3,1 ºС.
Абсолютная температура составляет −42 ºС в январе и +37 ºС в июле, однако практически ежегодно температура воздуха в январе может опускаться до — 32 ºС, а в июле — подниматься до +32 ºС.
Расчётная температура самой холодной пятидневки составляет −32 ºС. 9(*Продолжительность отопительного периода 215 дней.
Посёлок относится к зоне достаточного увлажнения. Среднегодовая относительная влажность воздуха составляет 75 % с максимумом в холодный период с октября по март: 88 %.
Осадки связаны с циклонической деятельностью. В среднем за год выпадает 530 мм осадков с максимумом в тёплый период.
Снежный покров появляется в конце октября, а через три недели образуется устойчивый снежный покров, который держится до конца первой декады апреля. К середине апреля снег сходит. Средняя высота снежного покрова составляет 46 см, а в наиболее снежные зимы может достигать 83 см.
В среднем за год преобладают юго-западные ветры. Зимой наблюдается увеличение юго-восточных ветров, а летом преобладают ветры северо-западного направления. Среднегодовая скорость ветра равна 4.2 м/с с максимумом 4,7 м/с в марте. К наиболее часто наблюдаемым атмосферным явлениям относятся туманы, метели и грозы.
Критические погодные явления, наблюдаемые на территории района: сильная жара, достигающая +35 ºС, отмечаемая практически ежегодно; усиление ветра до 18—23 м/с может наблюдаться один раз в год; сложное отложение (налипание мокрого снега на проводах) при оттепелях; ливни со шквалами и градом; Метели могут наблюдаться за зиму до 54 дней; сильные метели при выпадении снега вызывают большие заносы; сильные морозы, ежегодно температура воздуха может опускаться до −35 ºС; высокие уровни воды в период паводка. Число дней с туманом в среднем достигает 24, а в отдельные годы до 44. При сильных туманах, в основном осенью, видимость достигает 100 м; продолжительность такого тумана может составлять 12 часов и больше.

## Органы власти
В рамках организации местного самоуправления с 2004 по 2022 годы в границах пгт существовало муниципальное образование Ибресинское городское поселение. Упраздненно законом от 29 марта 2022 года в рамках преобразования муниципального района со всеми входившими в его состав поселениями путём их объединения в муниципальный округ. С 1 января 2023 года функционирует Ибресинский территориальный отдел.

## История
О древних обитателях окрестностей местности свидетельствует расположенный в 2 км западнее от посёлка, около деревни Тойси-Паразуси археологический памятник бронзового века (II — начало I тысячелетия до н. э.) курган.
С X века местность находится на территории первого государственного образования Среднего Поволжья Волжской Булгарии, которая в 30-х годы XIII века была завоёвана монголо-татарами и к 1241 году включена в состав Золотой Орды. К началу XV века территория примыкала к расположенному к юго-востоку Дикому полю. В начале XV века после распада Золотой Орды местность оказалась на территории образовавшегося в 1438 году Казанского ханства, а в 1551 году со всей «чувашской стороной» отошла к Русскому царству.
В XVII веке началось заселение окрестных территорий по реке Хоме и её притокам переселенцами-чувашами из северо-восточных и восточных районов «чувашской стороны» и из Заказанья.

### 1893—1917 годы
В районе нынешнего посёлка был лес. Возникновение посёлка связано со строительством в конце XIX века железной дороги Москва — Казань. Годом рождения посёлка считается 1893 год. В этом году через территорию современного Ибресинского района была проложена железная дорога на участке Рузаевка — Свияжск. Посёлок появился как станция железной дороги. Выбор места расположения станции между станциями Алатырь и Шихраны был сделан управлением Московско-Казанской железной дороги около чувашского селения Ибреси Хомбусь-Батыревской волости Буинского уезда Симбирской губернии. Это наименование получила станция. Уже во время строительства она была обозначена на карте. Первыми жителями были железнодорожники.
По западную сторону железной дороги домов изначально не было. Здесь были пахотные поля и луга крестьян села Ибреси. От современной территории лесокомбината и далее к северу, к железной дороге примыкал угол лесного массива Ибрясской казённой дачи. В верховьях Чёрной реки в 1893 году была сооружена большая плотина, которая подпитывала водой водонапорную башню станции Ибреси, а которая оттуда поступала в ёмкости паровозов. Поэтому плотина получила название «Водокачка». Она также обеспечивала водой паровые мельницы Мартынова и Макарова возле станции и лесозавод Ведерникова, а впоследствии силовую станцию артели «Кооплеспром».
В конце XIX и в начале XX века при станции стали появляться дома купцов и лесопромышленников. Посёлок Ибреси был основан на земле, арендованной у крестьян общества деревни Ибреси, возникшей ещё в XVII веке. Благодаря наличию лесных массивов, принадлежавших уделу и казне, в Ибресинский край стали приезжать предприниматели. Здесь основали свои фирмы французские лесопромышленникиМорис и Шевалье, организовавшие производство французских клепок.
Ибреси привлекали к себе скупщиков дешёвого крестьянского хлеба. К юго-востоку и востоку тянулись пахотные поля удельных и государственных крестьян. Заготовкой товарного хлеба занимались, в основном, заезжие купцы, многие из которых одновременно промышляли лесозаготовкой.
В 1894 году со станции Ибреси в сторону Москвы, Санкт-Петербурга и других городов России пошли вагоны с тысячами пудов хлеба и леса. С каждым годом увеличивалось количество отправляемых товаров. В 1912 году отсюда отгружено более 1 млн пудов грузов.
На базе лесных ресурсов возник лесопильный завод. Район «Водокачки» был обжит пасеками местных лесопромышленников, купцов и состоятельных крестьян. Пасеки располагались вокруг большой поляны Кнья. Ниже плотины до её сооружения имелась водяная мельница крестьянина Ильи «Илле арманe».
Опушка леса в районе современного асфальтобетонного завода называлась Шекелеч. В районе современной улицы Куйбышева располагалось кладбище мишарей и, возможно, некрещённых чувашей Мишер масарe. Большая площадь, занятая лугами, именовалась Хурансур. Здесь находились пасеки крестьянина В. Агеева из д. Андреевки и жителя с. Ибреси С. Прокопьева. Хурансур рыне занят садом лесокомбината, базой РСУ и кладбищем.
К северу от Ибреси было большое, но неглубокое озеро с низкими заболоченными берегами. Участок между современным кирпичным заводом и селом представлял собой подлесок, заросший орешником. Большое заболоченное озеро простиралось на южной стороне села Ибреси, рядом с нынешним хлебозаводом. Там мочили коноплю и мочало. Земли южнее села Ибреси в начале XX в. принадлежали 6-му ибрясскому удельному имению. Участок имения до современной деревни Тымары арендовала община крестьян с. Ибреси.
В с. Ибреси церковь была построена лишь в 1905 году на средства купца и лесопромышленника Серебрякова и ибресинской крестьянской общины. Она имела несколько колоколов. Самый большой из них весил 32 пуда. В храме был церковный хор. Он оставался известным и в советское время. Руководил им Фаяльский, солисткой была Фросья Санкина. В 1913 г.оду около церкви, ныне там располагается памятник погибшим воинам, построено здание Ибресинской церковно-приходской школы.

### 1917—1953 годы
В период Гражданской войны станция Ибреси была тылом Красной Армии, здесь была учреждена революционная тройка. С 18 июня 1921 года Ибреси — уездный центр Ибресинского уезда. Стал посёлком городского типа в 1923 году. В этот период проживало 497 человек.
Библиотека была создана в 1924 году.
4 сентября 1936 года церковь закрыли. Основанием послужило собрание учащихся, родителей и членов профсоюза посёлка и села, которое постановило закрыть церковь и открыть в ней клуб. Захваченная комсомольцами, она была расчищена в течение двух часов. 1 декабря 1936 г. верующие Ибресей обратились с заявлением об открытии храма в райисполком, однако их ходатайство было отклонено. В годы массовой коллективизации и раскулачивания церковь стала помещением для заключённых.
В составе Буинского уезда до 1920 года, Цивильского уезда в 1920−21 годы, Батыревского уезда в 1921-27 годы, Ибресинского района с 1927 года. Уездный центр в 1921-22 годы, районный центр в 1920-21 годы и с 1927 года.
В конце 1941 года, во время Великой Отечественной войны рядом с посёлком Ибреси расположилась воинская часть, ставшей базой для лётной школой тренировочного обучения, эвакуированной в Ибресинский район из Подмосковья. За посёлком на полях был оборудован аэродром, на котором разместились военные. Позднее появились лётчики-курсанты. Срок обучения курсантов, в среднем, длился 4 месяца, после чего их отправляли на фронт. Начальником авиашколы был М. Т. Литвинов.
В этой школе после тяжёлого ранения, в начале 1943 года формировал умение летать без ног старший лейтенант Алексей Петрович Маресьев, направленный сюда управлением кадров Военно-воздушных сил. Он занимался в должности инструктора-лётчика свыше пяти месяцев.

### 1953—1991 годы
В апреле 1974 года районный дом культуры, в котором находилась библиотека, сгорел. В результате пожара было уничтожено более 70000 экземпляров книг. Библиотекари заново, по крупицам, собирали книжный фонд.
Ибресинский этнографический музей под открытым небом — филиал Чувашского национального музея, первый этнопарк в Чувашской Республике открыт 24 июня 1980 года.
Новый ибресинский храм освящён и заложен осенью 1990 года

## Население
| 1959  | 1970  | 1979    | 1989  | 1992  | 1993  | 1997  |
| ----- | ----- | ------- | ----- | ----- | ----- | ----- |
| 6880  | ↘6281 | ↗6849   | ↗8682 | ↗9200 | →9200 | ↗9400 |
| 2001  | 2002  | 2005    | 2010  | 2012  | 2013  | 2014  |
| →9400 | ↘9201 | ↗10 900 | ↘8415 | ↘8181 | ↘8021 | ↘7895 |
| 2015  | 2016  | 2017    | 2018  | 2019  | 2020  | 2021  |
| ↘7881 | ↘7835 | ↘7802   | ↗7807 | ↘7724 | ↘7664 | ↘7254 |
| 2021  |       |         |       |       |       |       |
| ↗7633 |       |         |       |       |       |       |

По данным переписи 1989 года, в Ибресях проживало 9 тыс. человек, из них чуваши составляли 83 % и состояли из двух этнографических групп анатри и анат-енчи. В Ибресях численность населения в 1959—1970 годы оставалось стабильной. Существенно численность населения посёлка и прилегающего района выросла с 1979 по 1989 годы с 6849 чел. до 8682 чел., причём средний состав семьи составлял 3,9 человека. Трудоспособное население (16-59 лет) составило 48,7 % однако доля детей уменьшилась на 10 %. Приток русского населения уменьшился до 11,7 %, но Ибреси оставались многонациональным посёлком.
Численность населения на 2002 г. составляла 9201 человек, из них мужчин 4302 чел., женщин 4899 чел. Отмечалась естественная убыль населения, доля пожилых составляла более 30 %, удельный вес трудоспособного населения составлял 45,2 %, доля детей 23 %. С середины 1990-х гг. численность населения медленно росла, в основном, за счёт мигрантов. Проживали чуваши (71,1 %), русские (24,2 %), татары (1,9 %), мордва (1,8 %).
Структура занятости населения отражает городской характер развития посёлка: в промышленности и строительстве занято 25,5 %, в непроизводственной сфере — 74,5 %. Более всего занятых в сфере образования — 31,3 %, в здравоохранении — 15,9 %, а также в торговле и общественном питании — 13,3 %.

## Экономика
В окрестностях посёлка имеется месторождение строительных глин, на базе которого действует кирпичный завод. Старейшая отрасль промышленности: лесная и деревообрабатывающая, которая представлена Ибресинским лесокомбинатом, Ибресинской мебельной фабрикой и Ибресинским деревообрабатывающим заводом, предприятием «Домашняя мебель». Вследствие истощения местных лесных ресурсов древесина завозится по железной дороге из северных регионов России. Предприятия выпускают паркет, оконные и дверные блоки, различные столярные изделия и мебель. С 1970 года функционировал Ибресинский завод электроизмерительных приборов. Действуют крахмалопаточный завод, предприятия по ремонту сельскохозяйственной техники, муниципальное предприятие «Мария», строительные организации.
Работают 2 рынка.
Ведущим сектором экономики является промышленность и железнодорожный транспорт. Железнодорожные предприятия служат основным источником формирования рабочих мест и доходной части бюджета посёлка.
Третьей, не менее важной группой предприятий, обеспечивающей занятность населения посёлка и ближайших деревень является переработка сельхозпродукции, ремонт сельскохозяйственной техники и технический сервис. Ярким и деятельным представителем этой группы предприятий является МУП «Ибресинское РТП». Функционирует ПАО «Молочный завод», который постоянно совершенствует качество и номенклатуру выпускаемой продукции.
Потребности жилищного строительства и небольшой его рост по сравнению с прошлыми годами ведёт к необходимости возрождения производства кирпичного завода, который испытывает трудности с оборудованием.

## Инфраструктура
В Ибреси работают две средние общеобразовательные школы, школа-интернат, районная больница, этнографический музей, картинная галерея, библиотеки, действует православный храм.

## Связь и средства массовой информации
Основным источником информации о жизни посёлка является районная газета «Çентерÿшĕн!» («За Победу!») и интернет-портал Ибресей.

## Транспорт
Посёлок расположен у Алатырской ветки Горьковской железной дороги, в 30 км от крупной железнодорожной станции Канаш и в 60 км от станции Алатырь.

## Герб посёлка
Изображение в почётной фигуре герба, во главе рунического знака «Древо жизни», главной эмблемы государственного герба Чувашской Республики, указывает, что посёлок Ибреси входит в состав Чувашской Республики. Изображение железной дороги и водонапорной башни, являющейся первым сооружением, положившим начало развитию поселения, являются своеобразной эмблемой посёлка Ибреси. Эмблема «Древо жизни» и надпись «Йĕпреç» (Ибреси) выполнены пурпурной финифтью, что указывает на единство герба посёлка с государственной символикой Чувашской Республики. Зелёный цвет центрального поля герба указывает на характер ландшафта посёлка.
Автором герба является художник Э. М. Юрьев.

## Достопримечательности
В посёлке расположен Ибресинский этнографический музей под открытым небом.